# コルツァーテ
コルツァーテ（伊: Colzate ( 音声ファイル)）は、イタリア共和国ロンバルディア州ベルガモ県にある、人口約1,600人の基礎自治体（コムーネ）。

## 地理

### 位置・広がり
ベルガモ県北部、ヴァル・セリアーナのコムーネ。県都ベルガモから北東へ19km、ブレシアから北西へ41km、州都ミラノから北東へ65kmの距離にある。

#### 隣接コムーネ
隣接するコムーネは以下の通り。
- カズニーゴ
- ゴルノ
- オネータ
- ヴェルトヴァ

### 地形・地勢
- 河川：セーリオ川

### 地震分類
イタリアの地震リスク階級 (it) では、3 に分類される
。

## 行政

### 山岳部共同体
広域行政組織である山岳部共同体「ヴァッレ・セリアーナ山岳部共同体」  (it:Comunità montana della Valle Seriana)  （事務所所在地：クルゾーネ）を構成するコムーネである。